# 阿爾庫瑟羅特峰

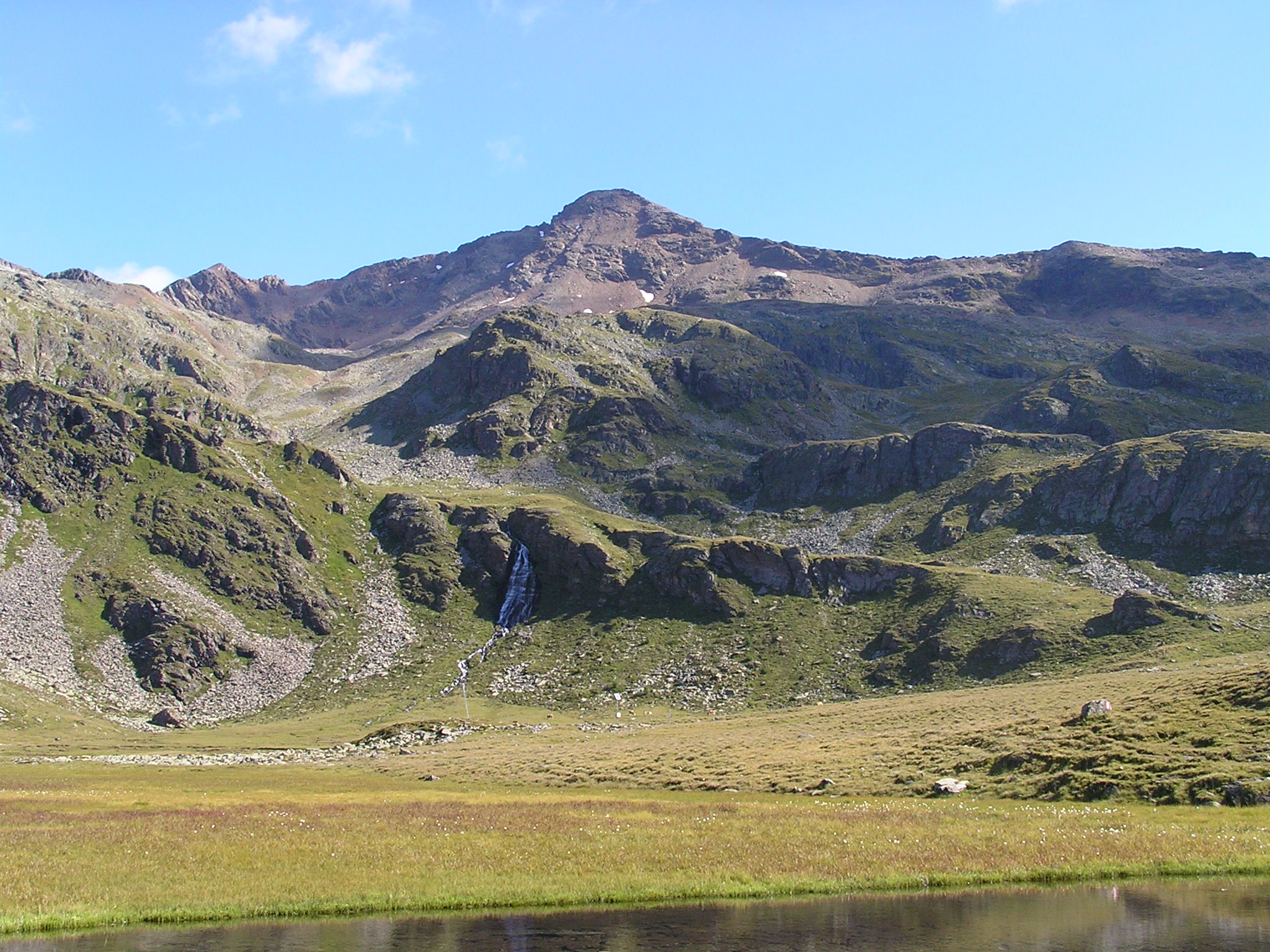

46°55′2″N 12°43′53″E / 46.91722°N 12.73139°E
阿爾庫瑟羅特峰（德語：Alkuser Rotspitze），是奧地利的山峰，位於該國西部，由蒂羅爾州負責管轄，屬於舍貝爾山脈的一部分，距離普里亞克特山1.4公里，海拔高度3,053米，每年平均降雨量2,138毫米。